# Glens Falls Open
O Glens Falls Open foi um torneio masculino de golfe no PGA Tour, que foi disputado entre 1929 e 1939 no Glens Falls Country Club, em Glens Falls, Nova Iorque.

## Campeões
- 1939 Denny Shute
- 1938 Tony Manero
- 1937 Jimmy Hines
- 1936 Jimmy Hines
- 1935 Willie Macfarlane
- 1934 Ky Laffoon
- 1933 Jimmy Hines
- 1932 Denny Shute
- 1931 Billy Burke
- 1930 Tony Manero
- 1929 Billy Burke